# Bengt Ljungquist
Bengt Helge Ljungquist (Umeå, 20 de septiembre de 1912-Förslöv, 15 de julio de 1979) fue un deportista sueco que compitió en esgrima, especialista en la modalidad de espada.
Participó en cinco Juegos Olímpicos de Verano, obteniendo dos medallas, bronce en Londres 1948 y plata en Helsinki 1952. Ganó seis medallas en el Campeonato Mundial de Esgrima entre los años 1937 y 1954.

## Palmarés internacional
| Juegos Olímpicos   | Juegos Olímpicos          | Juegos Olímpicos  | Juegos Olímpicos   |
| Año                | Lugar                     | Medalla           | Prueba             |
| ------------------ | ------------------------- | ----------------- | ------------------ |
| 1948               | Londres (Reino Unido)     | Medalla de bronce | Espada por equipos |
| 1952               | Helsinki (Finlandia)      | Medalla de plata  | Espada por equipos |
| Campeonato Mundial |                           |                   |                    |
| Año                | Lugar                     | Medalla           | Prueba             |
| 1937               | París (Francia)           | Medalla de bronce | Espada por equipos |
| 1938               | Pieštany (Checoslovaquia) | Medalla de plata  | Espada por equipos |
| 1947               | Lisboa (Portugal)         | Medalla de plata  | Espada individual  |
| 1947               | Lisboa (Portugal)         | Medalla de plata  | Espada por equipos |
| 1951               | Estocolmo (Suecia)        | Medalla de bronce | Espada por equipos |
| 1954               | Luxemburgo (Luxemburgo)   | Medalla de plata  | Espada por equipos |